# Coniugatio periphrastica
Die conjugatio periphrastica (abgekürzt c.p.; deutsch: umschreibende Konjugation) bezeichnet in der lateinischen Grammatik traditionell eine zusammengesetzte Verbform aus Partizip Futur Aktiv und einer Form von esse (sein). Manchmal wird auch das Syntagma aus Gerundivum und esse so bezeichnet und c.p. passiva im Unterschied zur c.p. activa mit Futurpartizip genannt.

## Syntaktische und semantische Funktionen
Im konjunktivischen Gliedsatz ist die c.p. (mit Futurpartizip) bedeutungsgleich einem einfachen Futur und wird daher als Ersatz für einen fehlenden Konjunktiv Futur in Fällen von Nachzeitigkeit verwendet: Incertum est, quam longa cuiusque nostrum vita futura sit. – „Es ist ungewiss, wie lange das Leben eines jeden von uns dauern wird.“ Ähnlich suppletiv fungiert auch der Inf. Perf. der c.p. (amaturus fuisse) als Infinitiv im irrealen Bedingungsgefüge: Videmur enim quieturi fuisse, nisi essemus lacessiti. – „Denn wir wären offensichtlich ruhig geblieben, wenn man uns nicht gereizt hätte.“ Im Hauptsatz hat diese Periphrase keine suppletive Funktion zu synthetischen Futurformen, sondern modale Funktionen: wollen/gedenken/fähig sein/sollen + Inf. Sie kann daher in fast allen Tempusformen vorkommen: amaturus sum/eram/fui/fueram/ero. Wäre die c.p. eine bloße Tempusperiphrase des Futurs, wie manchmal irrtümlich angenommen wird, so wären die Vergangenheitsformen eigentlich unverträglich mit der Futurbedeutung und die nicht selten belegte futurische Form wäre doppelt markiert, daher unökonomisch und tautologisch.

## Zur Begriffsgeschichte
Der Begriff ‚conjugatio periphrastica‘ ist nicht bei den antiken Grammatikern nachweisbar, auch nicht bei den Grammatiken des Mittelalters und der Renaissance und wohl erst im 17. Jahrhundert aufgekommen. Zunächst scheint er alle vier Formen von Verbalperiphrasen mit esse zu bezeichnen. Diese Bedeutung zeigt etwa die „Lateinische Grammatik“ von Ludwig Ramshorn aus dem Jahre 1824, die nebeneinander stellt „1) scrībēns sum, 2) amātūrus sum, 3) amātus sum, 4) amandus sum.“ Die Systematik scheint bestechend, ist jedoch um den Preis der Relativierung des ungleich häufigeren suppletiven Perfektpassivs erkauft, und sie gewichtet zu stark die seltenere Periphrase vom Typ scrībēns sum, die aus Gründen der Reihenfolge des Paradigmas sogar an erster Stelle erscheint. Ein noch umfassenderer Begriff von conjugatio periphrastica zeigt sich in der dritten Auflage der im „Handbuch der (classischen) Altertumswissenschaft“ erschienenen „Lateinische Grammatik“ von Friedrich Stolz und Joseph Hermann Schmalz. Unter dem Paragraphen 183 findet sich neben den vier esse-Periphrasen eine weitere Unterscheidung zum Perfektpartizip: (13) „a. Formen von esse“ und „b. Formen von habere (tenere)“. Hier ist durchaus konsequent der Begriff auf alle im Lateinischen vorkommenden Verbalperiphrasen unter Einschluss des habeo- und teneo-Typs angewandt. Doch nicht nur in den späteren Auflagen dieser Handbuchgrammatik, sondern auch anderswo hat sich dieser funktionale Begriff zur lateinischen Morphosyntax gegenüber der eingeschränkten und eher formalen Bedeutung nicht durchgesetzt.